# 展枝唐松草
展枝唐松草（学名：Thalictrum squarrosum）为毛茛科唐松草属下的一个种。

## 扩展阅读
- 維基物種上的相關：展枝唐松草